# 구항면
구항면(龜項面)은 충청남도 홍성군 중앙에 있는 면으로 홍성군 9개면 중 인구가 가장 많았으나, 홍북면에 충청남도청이 이전하면서 홍북면 다음으로 많다. 동쪽으로 홍성읍과 홍동면, 서쪽으로 결성면과 은하면, 남쪽으로 광천읍, 북쪽으로 갈산면과 예산군 덕산면과 접한다.

## 개요
북쪽으로 백월산이 있고, 중앙은 보개산을 중심으로 산남, 산북으로 나뉜다. 국도 제21호선과 국도 제29호선의 관통으로 생활권이 분리되어 있다. 홍성 민속 테마 박물관, 거북이 테마 마을이 있다.

## 법정리
- 공리
- 남산리
- 내현리
- 대정리
- 마온리
- 신곡리
- 오봉리
- 장양리
- 지정리
- 청광리
- 태봉리
- 황곡리

## 공공기관
- 대정초등학교
- 대정초등학교병설유치원
- 구항초등학교
- 구항초등학교병설유치원
- 구항치안센터
- 구항보건지소
- 구항면묵동보건진료소
- 구항우체국